# Сохайль Аббас
Сохайль Аббас (9 червня 1975) — пакистанський хокеїст на траві.
Учасник Олімпійських Ігор 2000, 2004, 2012 років.